# Zwiezda (obwód swierdłowski)
Zwiezda (ros. Звезда) – osiedle w Rosji, w obwodzie swierdłowskim, w rejonie słobodo-turińskim. W 2010 liczyło 218 mieszkańców.